# 高岡 (天順進士)
高岡（1435年—？），字鳴鳳，遼東義州衛人，明朝政治人物。進士出身。

## 生平
山東鄉試第六十四名。天順八年（1464年）甲申科會試第二百五名，殿試登進士第三甲第一百三十名。

## 家族
曾祖父高伯彥，曾任元樞密院判。祖父高德。父亲高昱，曾任百戶。